# Zontik dlja novobračnych
Zontik dlja novobračnych (Зонтик для новобрачных) è un film del 1986 diretto da Rodion Rafailovič Nachapetov.

## Trama
Il film racconta di un uomo e una donna che sono stati a lungo innamorati l'uno dell'altro. Ma ha una famiglia, a causa della quale non possono stare insieme. E improvvisamente si incontrano con una giovane coppia familiare.